# Joel Voelkerling Persson
Joel Axel Krister Voelkerling Persson (Dalköpinge, 15 gennaio 2003) è un calciatore svedese, attaccante dell'Öster.

## Biografia
Ha un fratello maggiore, Jakob, anch'egli calciatore.

## Caratteristiche tecniche
È un centravanti.

## Carriera

### Club
Prodotto del vivaio del Trelleborg, il 25 gennaio 2019 viene ingaggiato dalla Roma, che lo aggrega al proprio settore giovanile.
Il 13 luglio 2022 si trasferisce a titolo definitivo al Lecce, firmando un contratto valido fino al 2027. Esordisce in Serie A il 14 gennaio 2023 in Lecce-Milan (2-2), subentrando al 73' a Lorenzo Colombo.
Il 29 agosto 2023, passa in prestito con diritto di riscatto al Vitesse, in Eredivisie. Con il club olandese, colleziona nove presenze in tutto il campionato.
Il 17 agosto 2024 viene ceduto all'IFK Värnamo, nella massima serie svedese, in prestito fino al termine dell'anno solare, con diritto di riscatto ed eventuale percentuale su una futura rivendita a favore del Lecce.
Nei primi mesi del 2025 è tornato a far parte della rosa del Lecce, senza tuttavia collezionare presenze ufficiali con la squadra salentina. Vista anche la sua volontà di essere ceduto, il 9 luglio 2025 è passato a titolo definitivo all'Öster, formazione che in quel momento occupava il penultimo posto nell'Allsvenskan 2025 dopo quattordici giornate.

### Nazionale
Nel 2019 ha disputato un'amichevole con la nazionale svedese Under-19.

## Statistiche

### Presenze e reti nei club
Statistiche aggiornate al 30 giugno 2024.
| Stagione        | Squadra         | Campionato      | Campionato | Campionato | Coppe nazionali | Coppe nazionali | Coppe nazionali | Coppe continentali | Coppe continentali | Coppe continentali | Altre coppe | Altre coppe | Altre coppe | Totale | Totale |
| Stagione        | Squadra         | Comp            | Pres       | Reti       | Comp            | Pres            | Reti            | Comp               | Pres               | Reti               | Comp        | Pres        | Reti        | Pres   | Reti   |
| --------------- | --------------- | --------------- | ---------- | ---------- | --------------- | --------------- | --------------- | ------------------ | ------------------ | ------------------ | ----------- | ----------- | ----------- | ------ | ------ |
| 2022-2023       | Lecce           | A               | 9          | 0          | CI              | 0               | 0               | -                  | -                  | -                  | -           | -           | -           | 9      | 0      |
| 2023-2024       | Vitesse         | ED              | 9          | 0          | CO              | 0               | 0               | -                  | -                  | -                  | -           | -           | -           | 9      | 0      |
| Totale carriera | Totale carriera | Totale carriera | 18         | 0          |                 | 0               | 0               |                    | -                  | -                  |             | -           | -           | 18     | 0      |